# Reform Act 1832
La Legge del 1832 sulla Rappresentanza del Popolo (The Representation of the People Act 1832) - comunemente nota come il Reform Act 1832, o anche come La Grande Riforma - è un atto del Parlamento che ha introdotto ampie modifiche al sistema elettorale inglese e gallese. In accordo al suo preambolo, la riforma era diretta a "prendere le misure necessarie per correggere vari abusi che hanno prevalso a lungo nella scelta dei Membri del Parlamento."
La riforma era stata a lungo richiesta prima del 1832, ma sempre senza successo. L'atto che finalmente entrò in vigore era stato proposto dai Whigs, guidati dal primo ministro Lord Grey. Esso incontrò subito una forte opposizione nel Parlamento da parte dei Tories, che avevano governato il paese per molto tempo (l'opposizione fu particolarmente notevole nella Camera dei Lord). Tuttavia, a causa della pressione dell'opinione pubblica, alla fine la legge passò.

## Prima della Riforma del 1832
Dopo l'Atto di Unione (1800), che aveva sancito la costituzione del Regno Unito di Gran Bretagna e Irlanda, la Camera dei Comuni era composta da 658 membri, di cui 513 rappresentanti per Inghilterra e Galles. C'erano due tipi di circoscrizioni elettorali: contee e borghi. Si presupponeva che i deputati delle contee dovessero rappresentare i proprietari terrieri, mentre i deputati dei borghi avrebbero dovuto rappresentare gli interessi commerciali del Regno.
Le contee erano suddivisioni territoriali storiche della Nazione, stabilite tra VIII e XVI secolo. Non erano solamente circoscrizioni parlamentari; molti elementi del sistema istituzionale pubblico (compresi tribunali e milizia) erano organizzati secondo i confini delle contee. I membri del Parlamento scelti dalle contee erano conosciuti come Cavalieri della Contea (Knights of the Shire). In Galles ogni contea poteva eleggere un membro del Parlamento, mentre in Inghilterra ogni contea ne eleggeva due (almeno fino al 1826, quando la rappresentanza dello Yorkshire fu aumentata a quattro seggi in seguito all'abolizione dei seggi di Grampound in Cornovaglia).
L'altra tipologia di circoscrizione elettorale - i borghi - era contraddistinta da una notevole sproporzione e disomogenità di composizione. La dimensione effettiva dei borghi variava dai villaggi rurali alle vere e proprie città. Tale sproporzione risaliva ai modi spesso del tutto casuali in cui queste circoscrizioni erano state disegnate nel Medioevo e alle modifiche prive di una logica coerente che si erano succedute nei secoli. In molti casi, nei borghi scarsamente popolati, l'elezione alla Camera dei Comuni era di fatto controllata dai grandi proprietari terrieri: si parlava allora di "borghi tascabili" (in inglese pocket boroughs), nel senso che i risultati elettorali erano "in tasca" ai signori aristocratici, che potevano controllare senza difficoltà il voto locale.
La maggior parte dei proprietari erano membri della nobiltà o della borghesia terriera e potevano usare la loro fama locale, il prestigio e la ricchezza per influenzare gli elettori. Questo era particolarmente vero nelle contee rurali e in piccoli borghi situati nei pressi dei latifondi.
Alcuni nobili controllavano addirittura più circoscrizioni: per esempio, il duca di Norfolk ne possedeva undici, mentre il conte di Lonsdale nove. Nel 1821 Sydney Smith scriveva che "il paese appartiene al duca di Rutland, Lord Lonsdale, il duca di Newcastle, e circa altri 20 proprietari terrieri. Sono i nostri signori!". Oldfield ha sostenuto nella sua Rappresentazione della storia della Gran Bretagna e Irlanda che, tra i 514 membri che rappresentano Inghilterra e Galles, circa 370 erano stati selezionati da circa 180 clienti. Un membro che rappresentava un “pocket borough” avrebbe dovuto votare come il suo padrone ordinava, per non perdere il suo seggio alle elezioni successive.
Gli elettori in alcune circoscrizioni avevano resistito al dominio assoluto da parte di proprietari potenti, ma erano ancora, in molti casi, aperti alla corruzione. Gli elettori erano corrotti singolarmente in alcuni distretti e collettivamente in altri. Nel 1771, ad esempio, è stato rivelato che 81 elettori a New Shoreham (che costituivano la maggioranza degli elettori) formavano una organizzazione corrotta che si chiamava il "club cristiano" e regolarmente vendevano il quartiere al miglior offerente. Particolarmente noti per la loro corruzione erano i "nababbi", o individui che avevano accumulato fortune nelle colonie britanniche in Asia e nelle Indie Occidentali. I nababbi, in alcuni casi, erano riusciti anche a strappare il controllo dei quartieri alla nobiltà e alla borghesia.

## Conseguenze della Rivoluzione francese
I supporti per la riforma parlamentare erano crollati dopo la Rivoluzione francese nel 1789. Reagendo agli eccessi della rivoluzione, i politici inglesi erano diventati fermamente contrari a qualsiasi cambiamento politico importante. Nonostante questa reazione, diversi gruppi che si mobilitavano per la riforma erano attivi. Un gruppo di Whigs guidato da James Maitland, ottavo conte di Lauderdale, e Charles Grey nel 1792 fondò un'organizzazione per sostenere la riforma parlamentare. Questo gruppo, noto come la Società degli Amici del Popolo, includeva ventotto membri del Parlamento. Nel 1793 Grey presentò alla Camera dei Comuni una petizione da parte degli Amici del Popolo, descrivendo gli abusi del sistema e chiedendone il cambiamento. Egli non proponeva alcun regime specifico di riforma, ma semplicemente possibili miglioramenti. La reazione del Parlamento alla Rivoluzione francese fu così negativa, che anche questa richiesta di una commissione di indagine fu respinta con un margine di quasi 200 voti. Grey fece un secondo tentativo di sollevare la questione nel 1797, ma la Camera dei Comuni lo respinse di nuovo con una maggioranza di oltre 150 voti.
Altre notevoli organizzazioni pro-riforma includevano i Clubs Hampden (dal nome di John Hampden, un politico inglese che si oppose alla Corona durante la guerra civile inglese) e il London Corresponding Society (che era costituito da operai e artigiani). Le riforme radicali proposte da queste organizzazioni (per esempio, il suffragio universale) trovarono ancor meno sostegno in Parlamento. Ad esempio, quando Sir Francis Burdett, presidente del Hampden Club di Londra, propose una risoluzione a favore del suffragio universale, trovò solo un altro sostenitore (Lord Cochrane) in tutta la Camera dei Comuni.
Nonostante le avversità, la pressione popolare per la riforma rimase forte. Nel 1819, una grande manifestazione pro-riforma si tenne a Birmingham. Anche se la città non aveva diritto ad alcun seggio ai Comuni, coloro che si erano radunati decisero di eleggere Sir Charles Wolseley "rappresentante legislatore di Birmingham". Seguendo il loro esempio, i riformatori tennero a Manchester una riunione simile per eleggere un "avvocato legislatore". Tra 20.000 e 60.000 persone parteciparono all'evento; alcuni portavano manifesti sui quali era scritto "Uguaglianza di rappresentanza o morte". Ai manifestanti venne dato l'ordine di sciogliersi; qualora non lo avessero fatto, il Yeomenry di Manchester avrebbe soppresso il movimento con la forza. Undici persone furono uccise e diverse centinaia ferite; l'evento più tardi divenne noto come il Massacro di Peterloo. In risposta, il governo approvò i Sei Atti, provvedimenti che erano progettati per sedare un'ulteriore agitazione politica. In particolare, i “Seditious Meetings Act” proibirono le assemblee di gruppi superiori alle 50 persone per discutere materie politiche senza il permesso dello sceriffo o del magistrato.

## La riforma durante gli anni Venti dell'Ottocento
Poiché la Camera dei Comuni regolarmente respingeva a larga maggioranza le numerose contestazioni al sistema di rappresentanza, i sostenitori della riforma dovettero accontentarsi di misure più modeste. Il Whig Lord John Russell, I conte di Russell portò avanti una tra queste nel 1820, proponendo la privazione dei diritti civili del quartiere notoriamente corrotto di Grampound in Cornovaglia. Egli suggerì che i due seggi eletti dal borgo fossero trasferiti alla città di Leeds. I Tories nella Camera dei Lord approvarono la privazione dei diritti civili del borgo, ma si rifiutarono di trasferire direttamente i due seggi a una città industriale. Invece, modificarono la proposta in modo che altri due seggi fossero dati allo Yorkshire, la contea in cui si trova Leeds. In questa forma, il disegno di legge fu approvato da entrambe le Camere e diventò legge. Nel 1828, Lord John Russell propose di ripetere l'idea, abolendo i borghi corrotti di Penryn e East Retford e trasferendo i loro seggi a Manchester e Birmingham. Questa volta, però, la House of Lords respinse le sue proposte. Nel 1830, Russell provò di nuovo a proporre uno schema, ove Leeds, Manchester e Birmingham prendevano posti a discapito dei prossimi 3 borghi trovati colpevoli di corruzione; di nuovo, la proposta fu respinta.
Il sostegno alle riforme provenne nel 1829 da una fonte inaspettata di una fazione del partito Tory. Il governo Tory sotto Arthur Wellesley, I duca di Wellington, in risposta al pericolo di una guerra civile che veniva dalla maggioranza cattolica in Irlanda, elaborò il Catholic Relief Act del 1829. Questa normativa abrogò varie leggi, in particolare le leggi che impedivano ai cattolici di diventare membri del Parlamento, i Test Act. In risposta, i conservatori disincantati, che percepirono un pericolo per la religione ufficiale, vennero a favorire la riforma parlamentare, in particolare per l'affrancamento di Manchester, Leeds e altre città nel nord dell'Inghilterra.

## Esame parlamentare
Con la morte di re Giorgio IV e lo svolgimento, il 26 giugno 1830, delle elezioni per la nuova Camera dei comuni, la riforma elettorale, che era stata spesso oggetto di discussione durante la sessione parlamentare precedente, era diventata un problema di cui si parlava in campagna elettorale. In tutto il paese si formarono alcuni "sindacati politici" a favore della riforma, tra i quali spiccava l'Unione politica di Birmingham, guidata da Thomas Attwood.
I conservatori ottennero la maggioranza alle elezioni, ma il partito era rimasto diviso sulla questione e il supporto per il primo ministro (il Duca di Wellington) era debole. Quando l'opposizione sollevò la questione della riforma in uno dei primi dibattiti dell'anno successivo, il duca fece una difesa del controverso sistema esistente di governo. Meno di due settimane dopo, Wellington fu costretto a dimettersi, dopo essere stato sconfitto da una mozione di sfiducia. Wellington venne sostituito dal riformatore Whig Charles Grey.
Il primo annuncio di Lord Grey come primo ministro fu l'impegno a realizzare la riforma parlamentare. Il 1º marzo 1831 Lord John Russell presentò il Reform Bill alla Camera dei Comuni per conto del governo. Il disegno di legge aboliva 60 dei più piccoli borghi e riduceva la rappresentanza di altri 47; inoltre, il disegno di legge aumentava le dimensioni dell'elettorato di circa mezzo milione di elettori.
Il 22 marzo, il voto in seconda lettura alla Camera registrò un record di 608 membri, tra cui il presidente non votante (il record precedente era di 530 membri). Nonostante l'alta partecipazione, la seconda lettura passò con un solo voto di maggioranza e ulteriori progressi nell'iter apparivano difficili. Durante la fase di commissione, Isaac Gascoyne presentò una mozione contraria a varie disposizioni del disegno di legge: essa, contro la volontà del governo, passò per nove voti. Successivamente, il ministero fu sconfitto su una mozione di procedura. Il Primo ministro trasse le conclusioni, chiedendo al monarca lo scioglimento della Camera per addivenire ad un appello al popolo sulla bontà della sua proposta.
La pressione politica e popolare per la riforma era cresciuta talmente, dopo queste vicende, che i Whigs ottennero una stragrande maggioranza ai Comuni nelle elezioni generali del 1831. Il Reform Bill fu perciò nuovamente portato davanti alla Camera dei Comuni, che lo approvò in seconda lettura a larga maggioranza nel mese di luglio. Durante la fase di commissione gli oppositori del disegno di legge tentarono ancora di rallentare il suo iter attraverso discussioni, ma nel mese di settembre il plenum dei Comuni si pronunciò, con un margine di oltre 100 voti, a favore del testo, che fu quindi licenziato verso la Camera dei Lord, la cui maggioranza si sospettava fosse ostile.
In effetti, accorsi insolitamente in gran numero, i Lord respinsero il disegno di legge con uno scarto di 41 voti. La sera stessa, rivolte scoppiarono a Derby, dove una folla attaccò la prigione, a Nottingham, dove rivoltosi diedero fuoco al castello di Nottingham (la casa del duca di Newcastle) e la tenuta di Lord Middleton, e a Bristol, dove i rivoltosi controllarono la città per tre giorni. Altri luoghi che registrarono violenze furono Dorset, Leicestershire e Somerset.
Nel frattempo, i "sindacati politici", che fino ad allora erano stati gruppi separati, scelsero di formare l'"Unione politica nazionale": il governo dichiarò tale associazione "incostituzionale e illegale", ma non ne seguirono atti concreti e i leader dell'influente ramo di Birmingham dell'Unione si prestarono, anzi, a collaborare con il governo.
Dopo che il Reform Bill era stato respinto alla Camera dei Lord, la Camera dei Comuni immediatamente aveva approvato una mozione di fiducia, affermando il proprio sostegno all'amministrazione di Lord Grey. Poiché i regolamenti parlamentari vietavano l'introduzione della stessa proposta due volte durante la stessa sessione, il ministero consigliò al re di prorogare la durata del Parlamento. Non appena la nuova sessione ebbe inizio, nel dicembre 1831, il Terzo Reform Bill fu depositato dal governo ai Comuni. Il disegno di legge era in alcuni aspetti diverso dai suoi precedenti: non conteneva più una riduzione del numero totale dei membri della Camera dei Comuni e rifletteva i dati demografici raccolti durante il censimento che era stato appena completato. La nuova versione fu approvata alla Camera dei Comuni - con maggioranze ancora più grandi delle precedenti - nel marzo 1832; di conseguenza, fu ancora una volta inviato alla Camera dei Lord.
Rendendosi conto che un altro rifiuto non sarebbe stato politicamente fattibile, gli avversari della riforma decisero di utilizzare il potere dei Lord di apportare emendamenti per cambiare il carattere essenziale del disegno di legge.
Il governo considerò allora di piegare la resistenza dei Lord proponendo al re la creazione di un grande numero di nuovi titoli nobiliari, da attribuire a sostenitori della riforma. Ma quando Guglielmo IV si ritrasse da un così drastico passo e respinse il parere unanime del suo gabinetto, Lord Grey si dimise. Il re invitò allora il Duca di Wellington a formare un nuovo governo.
Il periodo successivo fu conosciuto come le "Giornate di maggio", con un grande livello di agitazione politica, tale che alcuni temevano la rivoluzione. Alcuni manifestanti sostennero il rifiuto del pagamento delle tasse e vi fu un generalizzato ritiro di depositi dalla Banca d'Inghilterra. L'Unione Politica Nazionale inviò petizioni alla Camera dei Comuni, chiedendo che si tagliassero i finanziamenti al governo fino a quando la Camera dei Lord non avesse acconsentito alla riforma. Alcune manifestazioni furono convocate per l'abolizione della nobiltà e alcune anche per l'abolizione della monarchia.
In queste circostanze, il Duca di Wellington ebbe grandi difficoltà a costruire il sostegno per la sua premiership, nonostante la promessa di una riforma moderata. Ciò lasciò Guglielmo IV con nessuna altra scelta che recuperare Lord Grey. Alla fine il re acconsentì a riempire la Camera dei Lord con Whigs; tuttavia, senza informarne il proprio gabinetto, Wellington diffuse una lettera tra i pari Tory, incoraggiandoli a desistere da ulteriori opposizione e avvertendoli delle conseguenze nel caso in cui avessero scelto di continuare. Astenendosi da ulteriori voti, la legislazione passò alla Camera dei Lord e la Corona non fu costretta a creare nuovi pari. Il disegno di legge ricevette finalmente l'assenso reale il 7 giugno 1832, diventando così legge.

## Contenuti della legge
La Riforma assegnò un numero più adeguato di seggi alla Camera dei Comuni alle grandi città che si erano sviluppate durante la rivoluzione industriale e diminuì i seggi spettanti alle circoscrizioni scarsamente popolate, i cosiddetti "borghi putridi" (in inglese rotten boroughs).
La legge inoltre aumentò il numero degli aventi diritto di voto, accrescendo le dimensioni del corpo elettorale da circa 400.000 elettori a 650.000, e portando così la quota dei cittadini con diritto di voto a 1 su 6 maschi adulti, rispetto ad una popolazione di circa 14 milioni.